# Гюнтер, Отто Эдмунд
Отто Эдмунд Гюнтер (нем. Otto Edmund Günther; 30 сентября 1838, Галле — 20 апреля 1884, Веймар) — немецкий художник.
Учился в Берлине у Отто Хербига и Эдуарда Гольбейна, затем в 1858—1861 годах — в Дюссельдорфской академии художеств у Карла Мюллера, Генриха Мюкке, Кристиана Кёлера и наконец в 1863—1866 годах — в Веймарской школе искусств у Артура фон Рамберга и Фридриха Преллера-старшего.
Писал жанровые сценки из народной жизни в Тюрингии, местные пейзажи, портреты. В 1866 и 1870—1871 годах работал художником в прусских армейских частях. До 1876 года жил в Веймаре, затем в 1876—1880 годах преподавал в Кёнигсбергской академии художеств, где у него учился Ловис Коринт. В конце 1884 года в берлинской Национальной галерее прошла выставка трёх умерших в этом году художников — Гюнтера, Альберта Берга и Карла Греба.

## Галерея
- Игрок (1870)
- Задумчивая девушка
- Деревенский бунт
- В тюрьме (Грешница)